# 풍화 (드라마)
《풍화》는 1984년 12월 9일에 MBC TV에서 방영되었던 베스트셀러극장이다.

## 줄거리
계가 깨지게 된 것을 계기로 영희네는 한밤중에 살던 곳을 떠나 서울 변두리에 위치한 판자촌으로 급하게 이사를 온다. 어려운 집안 살림을 도맡기 위해 영희(이미지)는 술집에서 온갖 어려움을 겪으면서 근무하고 어머니(김용림)는 봉제인형 수선일을 하지만 아르바이트를 하는 여대생 언니(이은경)나 하숙집 주인 과부와 눈이 맞은 아버지(김상순)는 이같은 집안의 어려움에 크게 아랑곳하지 않는데...

## 출연
- 김상순
- 김용림
- 이미지
- 이은경
- 전호진
- 지계순
- 최은숙
- 한영숙
- 한규희
- 신국
- 정대홍
- 차윤회
- 김웅철
- 윤순홍
- 강미
- 김순경
- 정태섭
- 이숙
- 신복숙
- 서갑숙
- 송영웅
- 최민경
- 박종범
- 견미리